# Olinda (livro)
Olinda (subtítuloː 2o Guia Prático, Histórico e Sentimental de Cidade Brasileira) é o segundo "guia turístico" de uma cidade brasileira escrito por Gilberto Freyre, publicado em 1939. Contrastando com os guias de viagem convencionais, que apresentam uma simples descrição objetiva das atrações turísticas da cidade, temos aqui a visão pessoal, lírica, do autor, que tem com a cidade uma relação de amor e intimidade. 
Como diz Gilberto Freyre no pós-escritoː "Este Guia [...] resulta entretanto de muito contacto do autor com Olinda – com sua vida, sua gente, suas árvores, seus montes, suas praias, seu folclore, sua tradição oral, seus mexericos de sacristia e de rua, suas casas, igrejas e conventos velhos, e também com seus restos de arquivos." Trata-se portanto de "um pequeno curso sobre a história, a vida, os hábitos e tradições da velha cidade pernambucana, ensinando o leitor a se locomover em suas ruas e ladeiras, a descobrir a sua originalidade, mas sobretudo a admirá-la com olhos de amor."
Originalmente o autor pretendia escrever mais três outros guias semelhantesː de Belém do Pará, Salvador e Rio de Janeiro, mas o projeto parou neste segundo guia. Contudo, a ideia frutificou, dando origem, por exemplo, ao guia de Salvador de Jorge Amado (Bahia de Todos os Santos) e ao Roteiro Lírico de Ouro Preto de Afonso Arinos de Melo Franco.

## Edições
Originalmente publicado em 1939 em edição para bibliófilos, com "tiragem de 350 exemplares em papel Buffon cinzento-marrom e outra de 150 exemplares em papel offset cinza, todos assinados pelo autor e por Manoel Bandeira, artista descoberto por Gilberto Freyre em 1925, como ilustrador do Livro do Nordeste, obra comemorativa do primeiro centenário da fundação do Diário de Pernambuco, organizada por Freyre. Edições subsequentes:
- 2a edição, Editora José Olympio, 1944, como volume 44 da Coleção Documentos Brasileiros
- 3a edição, Editora José Olympio, 1960, como parte das Obras Reunidas de Gilberto Freyre
- 4a edição, Editora José Olympio, 1968, incluindo um mapa turístico da pintora Rosa Maria
- 5a edição, Editora José Olympio, 1980
- 6a edição, Editora Global, 2007, com a 1a reimpressão em 2019